# XXI. János pápa
XXI. János (Lisszabon, 1205/1215 körül – Viterbo, 1277. május 20.) néven lépett fel a katolikus egyház legfőbb hivatalának trónjára a 187. pápa. A kor egyháza éppen átalakulóban volt. A pápaság a Hohenstaufok kivégzése után magára maradt, és a Német-római Birodalom névleges létezése mellett a nagyon is eleven Francia Királyság bűvkörébe került. Annál is inkább, mert a Pápai Állam déli szomszédja, Szicília a szintén francia származású Anjou Károly kezébe került. Ezért nem meglepő, ha a megosztott klérus olyan egyházfőket választott meg, akik előreláthatólag nem fogják hosszú időn át betölteni hivatalukat, vagy nem hajtanak végre bátor tetteket az egyház érdekében a világi hatalommal szemben. Nagyrészt így lehet jellemezni János pontifikátusát, hiszen ő inkább tanár és professzor volt, mint egyházfő.

## A katedra kiváló mestere
A későbbi XXI. János pápa eredetileg 1210 és 1220 között született Lisszabonban, Portugália fővárosában, és így az első egyházfő volt országából. Egy bizonyos Julianus gyermeke volt, és mivel a Péter nevet adták keresztelésekor neki, a későbbiekben gyakran nevezik őt Pedro Juliãonak portugálul, avagy Petrus Julianinak latinul, de mivel több művét is lefordították Európa legtöbb nyelvére, ezért elterjedt volt a Hispán Péter név is.
Pedro tanulmányait Lisszabonban kezdte meg, egy katedrális iskolájában. Évek múltán a párizsi egyetem hallgatója lett, amely életének egyik legmeghatározóbb részévé vált. A francia fővárosban dialektikát, logikát és arisztotelészi fizikát és metafizikát tanult. Albetus Magnus tanítványaként fogékony tanulónak bizonyult, és különösen Arisztotelész művei iránt mutatott kiemelkedő érdeklődést. Évek múltán Parmai János tanítványa lett, akitől mesteri fokon megtanulta az orvoslás és a teológia minden akkori tudományát. Miután befejezte tanulmányait Párizsban, az éppen bővülő sienai egyetem 1247-ben orvosprofesszorként meghívta az itáliai város katedrájára. Pedro számára ezek az évek hozták meg az európai hírnevet. Sienai tartózkodása alatt írta meg Summulae logicales című művét, amely közel háromszáz éven át a logika egyik alapkötetének számított. A Summulae-t több nyelvre is lefordították, hiszen az akkori egyházi szemléletbe illesztette Arisztotelész gondolatait. Ezen felül Sienában írta meg receptgyűjteményét is, amely a korabeli orvostudomány legátfogóbb műve volt. Ezek után Pedro visszatért szülőföldjére. Először Lisszabon diakónusa lett, majd Braga városának archidiakónusának szentelték fel. Befolyását hazájában is kamatoztatni tudta, ezért a Guimarãesban székelő királyi udvarnál helyezkedett el, és III. Alfonz király tanácsadója lett. Leginkább egyházi ügyekben sietett az uralkodó segítségére, később megpróbálta megszerezni Lisszabon püspöki székét is, azonban politikai ellenfelei ebben meggátolták. 1272-ben Itáliába utazott az újonnan választott X. Gergely pápa hívására, aki kinevezte őt udvari orvosának.

Thesaurus pauperum

Ekkor írta meg Thesaurus pauperum című alkotását, amely az emberi test betegségeinek ellenszereit veszi lajstromba. Kivételes érdemei igazán 1273-ban értek be, amikor felajánlották neki Braga püspöki székét, és július 5-én a pápa Tusculum bíborosának szentelte fel püspöki rangon. Két éven keresztül Pedro párhuzamosan töltötte be a tusculumi és a bragai pozícióját, amikor az egyházfő Braga élére érseket nevezett ki, és felmentette Pedrot a püspöki címe alól. Gergely mellett részt vett az 1274-es második lyoni zsinaton, amelyen a pápa egyik legfontosabb legátusa volt.
Gergely halálát követően a bíborosok két igen rövid életű egyházfőt választottak meg Szent Péter trónjára. Amikor a második, V. Adorján pápa meghalt, alig egy hónapnyi pontifikátus után, a konklávé Viterbo városában ült össze. Miután a város lakossága lázadozni kezdett a bíborosok hosszas döntése ellen, és ráadásul a Anjou Károly is túlzott befolyásával fenyegette a pápaválasztást, a bíborosok gyors döntést hoztak, és 1276. szeptember 13-án Pedrot választották meg pápának, aki felvette a XXI. János uralkodói nevet. Egy héttel megválasztása után, szeptember 20-án tartották koronázási ceremóniáját.

## Rövid pontifikátus
János koronázásának napján lázasan hozzáfogott az egyház kormányzásához, és rögtön két bullát is kiadott. Az egyik a „Licet felicis recordationis” szavakkal kezdődött, ebben János megerősítette V. Adorján döntését a lyoni zsinaton elfogadott szigorú konklávé szabályok enyhítése mellett. Majd egy másik bullában elítélte azokat, akik ezen a zsinaton megzavarták a rendet és az egyház méltóságát.
Az energikus pápa a nemzetközi politikai életben is jelentős szerepet játszott. Mint minden trónra lépő egyházfőnek, neki is számolnia kellett a szomszédos hatalmak terjeszkedő törekvéseire. Ez különösen igaz volt az egyház kegyéből Szicília és Nápoly élére kerülő Anjou Károlyra, aki szépen lassan felrúgott minden szerződést, amelyet aláírt a Lateránnal. János azonban keményebb ellenfélnek bizonyult. Október 7-én Viterbóban találkoztak, ahol Károly letette János kezébe a hűbéri esküt. A király azonban hiába várta cserébe kinevezését a római szenátusba és vikáriusi címét Toszkána és Lombardia felett, János nem akart túl nagy hatalmat lerakni a francia kezébe. Az ő érdeme volt, hogy a hajdani Hohenstauf birtokok fölött hatalmat szerző két uralkodó, Károly és Habsburg Rudolf békét kössön egymással. A béke aláírása után János követeket küldött Rudolf udvarába, hogy tárgyaljanak az uralkodó császári koronázásáról. 

A lyoni zsinat többek között keresztes hadjárattal is foglalkozott, és elrendelte, hogy az egyháznak járó tizedet hat évre kössék le a hadjárat költségeinek fedezésére. 1276 februárjában aztán III. Fülöp, francia király és X. Alfonz kasztíliai uralkodó vállalkoztak a hadjáratra, de hamarosan éppen e két királyság között tört ki háború Navarra trónjáért. János azonnal követeket küldött a két udvarba, hogy elérje a békét és a szent hadjárat elindítását. A pápai legátus novemberre elérte, hogy Fülöp végül visszavonta seregeit, majd békét kötött Alfonzzal. Azonban 1277-ben ugyanúgy kirobbant kettejük között a hatalmai viszály, amelyet ismét János simított el. Az egyházfő levelezett szülőföldjével is, ahol figyelmeztette III. Alfonz királyt az egyházi jogok tiszteletben tartására. Hosszas levelezést tartott fenn Anglia uralkodójával, I. Edwarddal, ugyanis az angol korona késlekedett kifizetni a pápának járó éves adó összegét. Emellett igyekezett rábírni a királyt Eleanor de Monfort grófnő szabadon engedésére is.
János pontifikátusának egyik legjelentősebb eseménye volt, hogy a lyoni zsinaton elinduló közeledés a keleti egyházakkal uralma alatt tovább folytatódott. A pápa elődje, V. Adorján is követeket küldött Bizáncba, de azok eredményeiről már nem értesülhetett. János két püspököt és két dominikánus szerzetest küldött VIII. Mihály császár udvarába. A követek János leveleit vitték a császárnak, a trónörökösnek és a görög klérusnak. 1277 áprilisában Konstantinápolyban ült össze a keleti egyházak zsinata, amelyen az új konstantinápolyi pátriárka, Beccus János elnökölt. A pátriárka az egyházegyesítés híve volt, így a zsinaton vita nélkül elfogadták a lyoni zsinat rendeleteit. A császár elismerte és megerősítette a bizánci követek lyoni szerződését, majd a zsinat után János pátriárka szívélyes levelet küldött XXI. Jánosnak, amelyben elismerte a római pápa primátusát és a két egyház doktrináinak különbségét is egybefonta. A levelek és János követei azonban már csak a pápa halála után tértek vissza Rómába. 
János pontifikátusa alatt érkezett Rómába Abáká kán két követe is, akik a lyoni zsinatban megkötött szerződések nyomán szövetségüket ígérték a keresztes hadaknak. Azonban János felhívására egyik keresztény uralkodó sem akart hadjáratot indítani a Szentföldre. A kán hittérítőket is kért országának, amelyet János haladéktalanul meg is adott a távoli államnak.
János pontifikátusára egyfajta kettősség volt jellemző. Az energikus egyházfő a tudományok embere maradt, és ezért egy-egy fellángolástól eltekintve, nagyrészt visszavonultan élt. Távollétében Giovanni Gaetano Orsini bíboros vette kezébe az egyház kormányzását. Hogy biztosítsa magának a tudományos elmélkedéshez szükséges nyugodt környezetet, építkezésekbe fogott. Kibővíttette a viterbói pápai palotát, azonban annak szerkezetét nem erősítették meg eléggé, így 1277. május 14-én Jánosra álmában rászakadt a tető egy része. A romok alól kimentett egyházfő sérüléseibe május 20-án belehalt. A viterbói katedrálisban helyezték örök nyugalomra.
Azonban János emléke még sokáig keringett a nép körében. Sokan a szerzetes rendek ellenségének tartották, bár ennek semmiféle történelmi bizonyítéka nem ismert. Sőt, több kiváltságlevele is fennmaradt, amelyeket különböző rendeknek adományozott. A tudományos elvonultságát is többen félreértették, és halála után fekete mágiával vádolták meg. Hírnevét egyedül Dante Alighieri örökítette meg méltóan. Az Isteni színjátékban a költő Pietro Spano néven említi a pápát, aki a Nap mennyországában lakik a többi nagynevű skolasztikussal együtt.

## Művei
- Documenta Catholica Omnia (latin nyelven). (Hozzáférés: 2011. december 6.)